# Phaegorista leucomelas
Phaegorista leucomelas är en fjärilsart som beskrevs av Herrich-Schäffer 1858. Phaegorista leucomelas ingår i släktet Phaegorista och familjen nattflyn. Inga underarter finns listade i Catalogue of Life.